# Минамото-но Ёсииэ

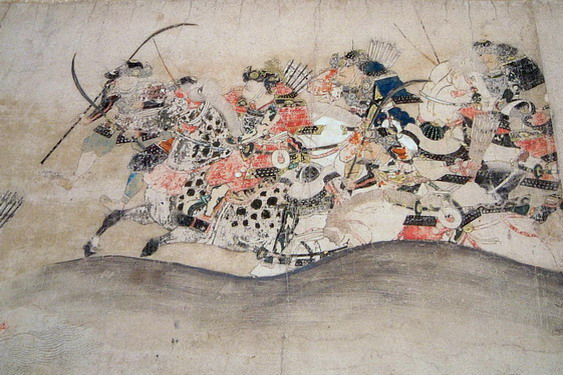
С женой

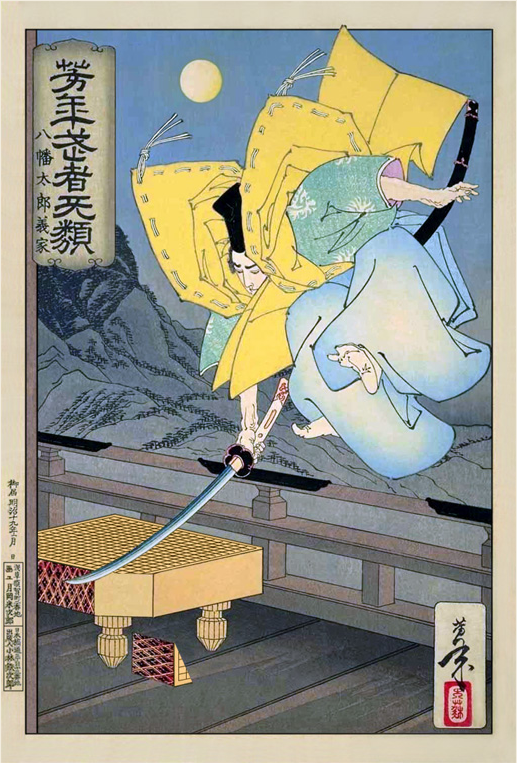
"Легенда о самурае" Хироаки Ри

Минамото-но Ёсииэ (яп. 源 義家, 1041—1108) — японский самурай, выдающийся полководец. За храбрость и таланты его называли Хатиман Таро (яп. 八幡太郎 Хатиман Таро:), то есть любимец Хатимана, синтоистского бога войны.

## Биография
Изучал работы китайских военных теоретиков. Участвовал в Войне Госаннэн. Взял крепость Канадзава, что, однако, принесло ему не славу, а репутацию неблагонадёжного деятеля, так как кампания, судя по всему, проводилась без санкции центра. Последние годы провёл в Киото, пытаясь восстановить своё политическое влияние. Пользовался репутацией умелого полководца и храброго человека, любил своих солдат, даже согревая их своим телом в холода. На войне отличал храбрецов, усаживая их на почётное место, трусам же было уготовано за его столом «место труса». Был любим в войсках и уважаем современниками. Его мужество и полководческие таланты описаны в хронике «Осю Госаннен Ки».

## Семья
Сын Ёриёси (988—1075), губернатора провинции Мицу.

Имел жену.

Его собственный сын Ёситика в 1108 году поднял антиправительственный мятеж, но был разбит войсками рода Тайра, что привело к падению влияния рода Минамото.